# Niedersohren
Niedersohren es un municipio situado en el distrito de Rin-Hunsrück, en el estado federado de Renania-Palatinado (Alemania). Tiene una población estimada, a fines de enero de 2023, de 454 habitantes.
Forma parte de la mancomunidad de municipios (verbandsgemeinde) de Kirchberg.
Está ubicado en el centro del estado, en la región de Hunsrück, entre los ríos Mosela, al norte; Nahe, al sur, y Rin, al este.